# Dziedzictwo Kulturowe
Dziedzictwo Kulturowe – seria wydawnicza Polskiego Towarzystwa Ludoznawczego (PTL), wydawana od 1995 roku. W ramach serii publikowane są monografie dotyczące procesu przemian tradycyjnej kultury niematerialnej i materialnej wybranych regionów, miejsca regionalnego dziedzictwa kulturowego we współczesnej kulturze, kondycji wybranych zjawisk ocalałych w pamięci informatorów.

## Opis
Celem utworzenia serii było rozwijanie i popularyzowanie wiedzy o kulturze regionalnej w zjednoczonej Europie. Seria daje podstawę do zrozumienia tego, jak ważne dla człowieka są więzi emocjonalne z własnym regionem oraz umiejętności pogodzenia poczucia własnej tożsamości regionalnej i narodowej z postawą uniwersalizmu. Książki publikowane w ramach tej serii rozwijają wiedze o przeszłości danego regionu i o jego tradycji kulturowej. Seria jest skierowana dla wszystkich interesujących się szeroko rozumianą kulturą regionalną oraz dziedzictwem kulturowym.  

## Spis tomów[1]
| Lp. | Autorzy                                                                                | Tytuł                                                                                      | Rok wydania |
| --- | -------------------------------------------------------------------------------------- | ------------------------------------------------------------------------------------------ | ----------- |
| 0.  | Bronisława Kopczyńska-Jaworska, Anna Nadolska-Styczyńska, Aleksandra Twardowska (red.) | Na styku regionów. Dziedzictwo kultury ludowej województwa łódzkiego                       | 1995        |
| 1.  | Zygmunt Kłodnicki (red.)                                                               | Dziedzictwo kulturowe Dolnego Śląska                                                       | 1996        |
| 2.  | Barbara Pabian                                                                         | Dziedzictwo kulturowe Częstochowskiego. Wierzenia, zwyczaje i obrzędy rodzinne             | 2005        |
| 3.  | Dorota Simonides                                                                       | Mądrość ludowa. Dziedzictwo kulturowe Śląska Opolskiego                                    | 2007        |
| 4.  | Barbara Maria Bazielich (red.)                                                         | Ludowe tradycje. Dziedzictwo kulturowe ludności rodzimej w granicach województwa śląskiego | 2009        |
| 5.  | Monika Bisek-Grąz                                                                      | Dziedzictwo kulturowe wałbrzyskiego. Wierzenia, zwyczaje i obrzędy rodzinne                | 2011        |
| 6.  | Barbara Górnicka-Naszkiewicz                                                           | Pamięć pokoleń. Tradycja kulturowa Kresowian subregionu głubczyckiego                      | 2018        |

## Skład redakcji (2021–2024)[1]
- redaktorka naczelna – Dorota Świtała-Trybek
- sekretarz redakcji – Katarzyna Smyk
- członkini redakcji – Teresa Smolińska
- członkini redakcji – Grażyna Ewa Karpińska
- członkini redakcji – Anna Weronika Brzezińska
- członkini redakcji – Kinga Czerwińska
- członkini redakcji – Katarzyna Marcol